# Terzo grado (romanzo)
Terzo grado è il terzo romanzo poliziesco dello scrittore statunitense James Patterson riguardo alla serie di racconti coi protagonista è Lindsay Boxer, detective della polizia di San Francisco. Il ciclo che ha come personaggio principale il detective Boxer verrà ribattezzato "le donne del Club Omicidi", proprio dal nome del club fondato dal detective Boxer e dalle sue colleghe. 

## Trama
Lindsay si sta rilassando col suo cane, domenica mattina, correndo nel parco. Ma il detective non ha pace, perché mentre passa davanti ad un grande villa, uno scoppio la distrugge. La Boxer salva un ragazzino dalla casa, ma lascia in terra tre cadaveri, assassinati. Un volantino, infatti, rivendica l'attentato, dichiarando che il proprietario, spregiudicato imprenditore è un "servo dello Stato". Firma: Augus Spies. Mentre il "club" si riunisce, emerge che il figlio minore della coppia è scomparso assieme alla baby-sitter. Le indagini si incanalano verso questa pista, ma un altro omicidio, ai danni di un ricco e famoso assicuratore, sconvolge la città. Appare evidente che il piano è bene progettato e ha come fine colpire i rappresentanti di una società considerata "malvagia". Questa volta, il club dovrà mettercela tutta, senza risparmiarsi un minuto, per comprendere la verità e consegnare alla legge i brutali responsabili di tante morti.